# 梁潜
梁 潜（りょう せん、1366年 - 1418年）は、明代の学者・官僚。字は用之、号は泊庵。本貫は吉州泰和県。

## 生涯
梁不移と陳順止のあいだの長男として生まれた。1396年（洪武29年）、郷試に及第した。1397年（洪武30年）、四川蒼渓訓導に任じられた。推薦により四会知県となり、陽江知県や陽春知県を歴任し、いずれも清廉公平な統治で知られた。1403年（永楽元年）、南京に召し出されて『太祖実録』の編纂に参加した。実録が完成すると、翰林院修撰に抜擢された。1407年（永楽5年）、右春坊右賛善を兼ね、鄭賜に代わって『永楽大典』の編纂を総裁した。永楽帝が北京に幸すると、梁潜は召し出されて行在に赴いた。1410年（永楽8年）、南京に帰った。1413年（永楽11年）、また永楽帝に扈従して北京に赴いた。1415年（永楽13年）、礼部会試の考官をつとめた。1416年（永楽14年）、南京に帰った。
1417年（永楽15年）、永楽帝が再び北京に幸し、皇太子朱高熾が南京で監国した。永楽帝は自ら皇太子に侍従する臣下を選び、翰林院からは楊士奇を選び、梁潜にこれを補佐させた。陳千戸という者がいて、勝手に民衆の財産を奪ったことから、罪に問われて交趾に流された。皇太子はその軍功を思って、陳千戸を呼び戻した。ある人が「陛下が流刑に処した罪人を皇太子が曲げて赦しました」と讒言した。永楽帝は怒って、陳千戸を殺し、梁潜と司諫の周冕を逮捕して行在に連行し、自ら詰問した。梁潜らは実際の経緯を詳細に説明した。永楽帝は「事は梁潜によるとはいえない」と楊栄と呂震にいいながら、潔白な者はいないとして、ともに獄に繋いだ。1418年（永楽16年）9月17日、梁潜は礼法にそむき勝手な行動をしたとして、処刑された。享年は53。著書に『泊庵集』12巻があった。

## 妻子

### 妻
- 楊氏（梁潜が非命に斃れたと知ると、絶食して死んだ）

### 子
- 梁果
- 梁楘
- 梁楫
- 梁楡

### 女
- 梁氏（袁俊にとついだ）
- 梁氏（劉凖にとついだ）